# Commissaire à l'information du Canada
Le Commissaire à l’information du Canada est un ombudsman spécial et un agent du parlement qui rend compte directement à la Chambre des communes du Canada et au Sénat. Cette fonction a été créée en 1983, en même temps que la Loi sur l'accès à l'information, dont le commissaire est chargé de surveiller l'application. Le mandat du commissaire est de 7 ans (Loi sur l’accès à l’information, art. 54). Il est secondé dans ses fonctions par le bureau du Commissariat à l’information du Canada. 
Le Commissariat aide les particuliers et les organismes qui croient que des institutions fédérales n’ont pas respecté leurs droits selon la Loi. Plus spécifiquement, il:
- mène des enquêtes et des activités de règlement des différends en vue de la résolution des plaintes;
- surveille le rendement des institutions fédérales conformément à la Loi;
- représente le commissaire dans les affaires judiciaires et offre des conseils juridiques sur les enquêtes et sur les questions législatives.

Le commissaire surveille de façon indépendante les pratiques d’accès à l’information du gouvernement fédéral. Il encourage et aide les institutions fédérales à adopter des méthodes d’échange d’information qui respectent les objectifs de la Loi, et préconise un accès accru à l’information au Canada. 
Dans la mesure du possible, le commissaire doit compter sur la persuasion pour résoudre les différends. Il ne demande l'intervention de la Cour fédérale que si quelqu’un a été indûment privé de son droit d’accès et qu’une solution négociée n'a pas été possible. 

## Commissaires à l’information
- Caroline Maynard (mars 2018 – aujourd'hui)[1]
- Suzanne Legault (2010 - février 2018)
- Suzanne Legault (2009-2010 – par intérim)[2]
- Robert Marleau (2007-2009 )
- John Mercer Reid (1998-2006)
- John W. Grace (en) (1990-1998)
- Inger Hansen (1983-1990)